# Cratere Morgan
Morgan è un cratere sulla superficie di Mimas.